# Полтавський комсомолець
«Полта́вський комсомо́лець» (870) — ракетний катер (шифр «Молнія-1», англ. Tarantul-II class за класифікацією НАТО) Чорноморського флоту СРСР. Інша назва — Р-160. У ВМФ Росії перекласифікований в малий артилерійський корабель і отримав назву МАК-160.

## Особливості проєкту
Проєкт 1241.1 — варіант ракетних катерів проєкту 1241.1, серії кораблів призначених для ураження бойових кораблів, транспортів і десантних засобів противника в морі та місцях їх базування, а також для посилення прикриття своїх кораблів і транспортів від ударів засобів повітряного нападу та атак надводних сил противника.
Проєкт 1241.1 є розвитком розробленого в 1973 році ЦКБ «Алмаз» проєкту ракетного катера 1241 з ударним комплексом «Москіт» і сучаснішим радіоелектронним озброєнням. Всього в 1980—1991 роках було побудовано 30 катерів проєкту 1241.1.
На відміну від інших кораблів проєкту, «Полтавський комсомолець» отримав енергетичну установку, типовішу для попередньої модифікації 1241.1Т: замість комбінованоїх дизель-газотурбінної енергетичної установки — двохвальну газо-газотурбінну ЕУ.

## Історія корабля
Ракетний катер заводський номер 208 був закладений в на стапелі Середньо-Невського суднобудівного заводу в селищі Понтонний (Ленінград) 27 лютого 1986 року. При закладці отримав ім'я «Полтавський комсомолець» (за іншими даними, назву «Полтавський комсомолець» катер носив з 1990 року). Спущений на воду 29 вересня 1987 року.
Після прийомо-здаточних випробувань введений до складу ВМФ СРСР 8 серпня 1988 року. Включений до складу 349-го дивізіону ракетних катерів 41-ї бригади ракетних катерів Чорноморського флоту СРСР.
У зв'язку з розпадом Радянського Союзу і ліквідацією ВЛКСМ 15 лютого 1992 року рішенням командувача ЧФ ім'я «Полтавський комсомолець» було анульоване і корабель отримав шифр Р-160.

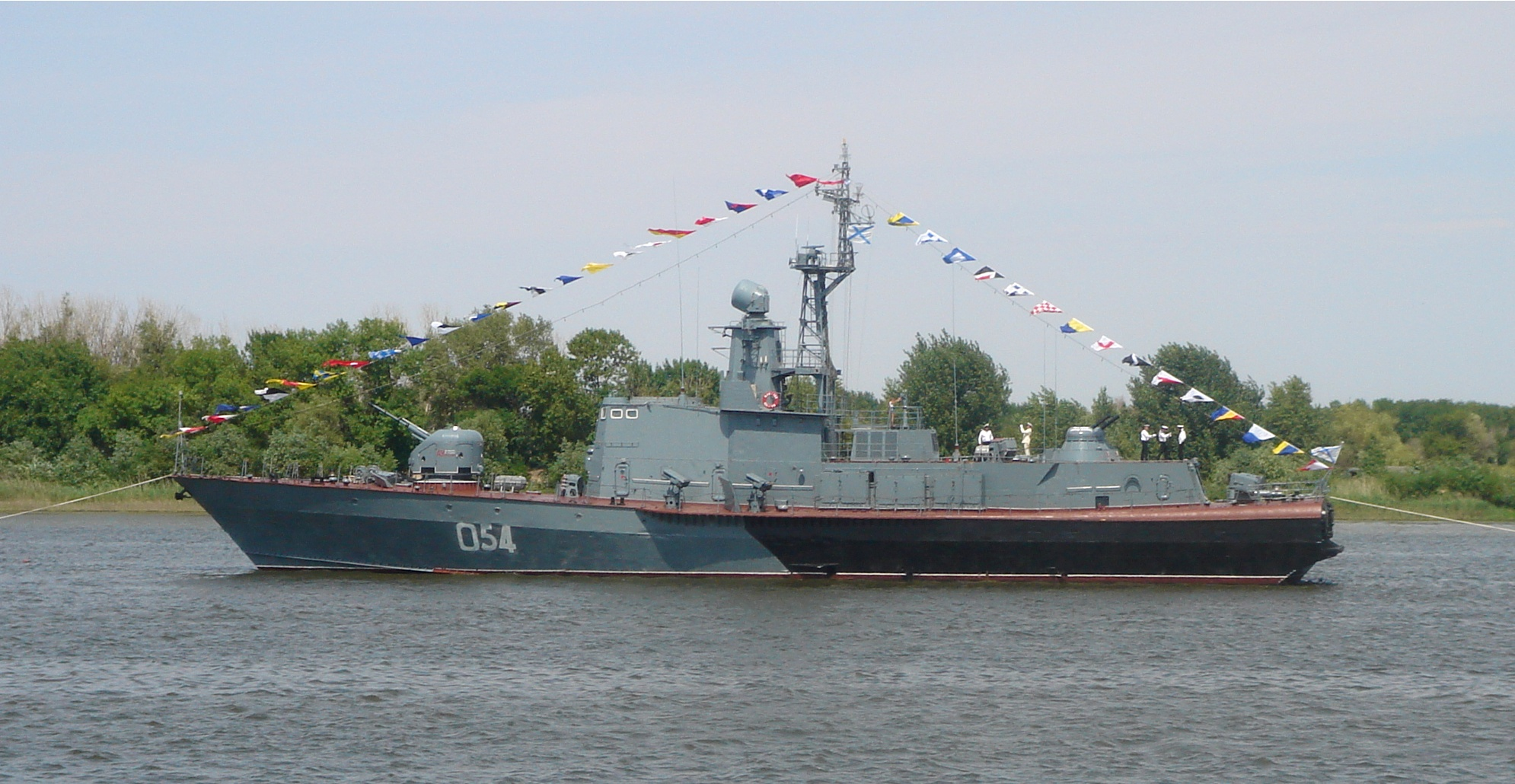
МАК-160 на військово-морському параді в Астрахані. 2006 рік

В липні того ж року катер без погодження з українською стороною був перегнаний на Каспійське море, де увійшов до складу Каспійської флотилії. В подальшому з нього були демонтовані пускові установки протикорабельних ракет. Замість них встановлені 4 пускові установки РСЗВ БМ-14-17. В 1997 році катер був перекласифікований в малий артилерійський корабель і отримав шифр МАК-160 (бортовий номер 054).
Станом на 2010 рік МАК-160 виведений в резерв в очікуванні списання.